# International Prevention Research Institute
O Instituto Internacional de Prevenção e Pesquisa (International Prevention Research Institute em Inglês) e uma organização de pesquisa fundada por um grupo de cientistas internacionais. A missão do Ipri é trabalhar para a melhorar da saúde das populações do mundo identificando problemas críticos na determinação e causa das doenças e na prevenção.

## Principais áreas de pesquisa
O foco de pesquisa do Ipri é no estudo e na prevenção de doenças cronicas.Este trabalho é feito em conjunto com pesquisadores e colaboradores internacionais. O ponto central das ações do Instituto Internacional de Pesquisa e Prevenção e a Educação e Treinamento em Saúde Pública e Epidemiologia para pessoas interessadas de países de baixo e médio desenvolvimento. As ferramentas usadas pelo instituto são:
- revisões e estudos e meta analises de doenças cronicas.
- análise de dados existentes secundários ou amostras de bancos secundários de mortalidade e incidência de doenças cronicas.
- coleta de dados e amostras biológicas para a criação e manutenção de banco de dados em epidemiologia.

O portfólio do instituto inclui dados com bases e evidência epidemiológica e de prevenção. Seus pesquisadores estudam os riscos de saúde na população por meio de revisões sistemáticas da literatura; os pesquisadores do IPRI também fazem relatórios de consenso para dar apoio a autoridades de saúde pública e a academia. O Ipri está envolvido em vários projetos internacionais e acadêmicos de pesquisa, como por exemplo BBMRI, European Code Against Cancer (Código Europeu Contra on Cancer), UV France, EUROSUN, ITFoM.

## Educação e Treinamento
O iPRI investe em programas de capacitação e treinamento em países em baixo e médio desenvolvimento em saúde pública e epidemiologia promovendo cursos de capacitação e de cooperação inter institucional. Ipri está desenvolvendo e mantém programas básicos de treinamento em epidemiologia e bioestatística para doenças crônicas (câncer, cardiovasculares e diabetes).

## História
O Instituto foi fundado em 2009 como uma iniciativa de vários renomados cientistas internacionais (epidemiologistas, biólogos e estatísticos). O presidente do Ipri é o ex diretor da Agência Internacional de Pesquisa em Câncer (IARC) Peter Boyle.Entre os pesquisadores que se afiliaram ao Ipri estão: Paolo Boffetta, Philippe Autier, Maria Paula Curado  Carlo La Vecchia, Tongzhang Zheng, Lars Vatten, Clement Adebamowo, Otis Brawley, Mirreille Guigaz.